# 臺灣詩人協會
臺灣詩人協會（白話字：Tâi-oân Si-jîn Hia̍p-hōe），1939年由日本在台作家西川滿、北原政吉、中山侑，以及楊雲萍、黃得時、龍瑛宗等台灣人作家籌備成立。同年12月發行機關雜誌《華麗島》，由西川滿、北原政吉主編，共發行一期。1939年12月4日，該協會改為「臺灣文藝家協會」，共有台、日作家六十二人參與，以黃得時、西川滿為籌備委員。

## 協會成員
除了西川滿、北原政吉、中山侑，以及楊雲萍、黃得時、龍瑛宗這些上述作家，還有楊熾昌、郭水潭、王登山等人士。

## 相關研究

### 博碩士論文
使用「臺灣博碩士論文知識加值系統」查詢，到2011年10月13日為止，已知的有：   
- 王昭文，〈日治末期台灣的知識社群1940-1945：「文藝台灣」、「台灣文學 (雜誌)」、「民俗台灣」三雜誌的歷史研究〉，清華大學歷史研究所碩士論文，1991年。
- 柳書琴，〈戰爭與文壇──日據末期台灣的文學活動〉，國立台灣大學歷史研究所碩士論文，1994年。
- 井手勇，〈決戰時期台灣的日人作家與皇民文學〉，國立成功大學歷史研究所碩士論文，1996年。
- 橋本恭子，〈島田謹二《華麗島文學志》研究─以「外地文學論」為中心〉，國立清華大學中國文學系碩士論文，2003年。
- 周華斌，〈從敷島到華麗島的受容與變異-探討日據時期從日本到台灣的短歌與俳句文學〉，國立成功大學台灣文學研究所碩士論文，2007年。

### 論文集論文
使用「臺灣文史哲論文集篇目索引系統」查詢，到2011年10月13日為止，還沒有一本論文以「臺灣詩人協會」及其相關事跡作為研究對象。    

### 期刊上的論文、評介
使用「臺灣博碩士論文知識加值系統」查詢，到2011年10月13日為止，相關的研究有：   
一、與「臺灣詩人協會」有關：    
- 楊智景，〈戰時下殖民地臺灣表象的生成--以一九四○年「文藝銃後運動講演會」的訪台為例〉，2006年6月《台灣文學學報》。
- 林淇瀁，〈長廊與地圖:臺灣新詩風潮的溯源與鳥瞰〉，1999年6月《中外文學》。
- 瘂弦，〈新詩史料：日據時期臺灣日文詩刊〉，1978年5月《創世紀詩刊》。

二、與「華麗島」詩刊有關：   
- 張文薰，〈融合民俗、繪畫與文學的展現--《華麗島》簡介〉，2011年2月《文訊》。
- 林竹君，〈唯美的距離--宮田彌太郎凝視下的「華麗島」〉，2003年3月《議藝份子》。
- 編輯部，〈「華麗島歲月」作者--新垣宏一先生肖像〉，2000年7月《淡水牛津文藝》。
- 新垣宏一/文、張良澤/譯，〈華麗島歲月(續完)〉，2000年7月《淡水牛津文藝》。
- 林慧姃，〈淡水牛津典藏--<華麗島顯風錄> 〉，2000年4月《淡水牛津文藝》。
- 新垣宏一/文、張良澤/譯，〈華麗島歲月〉，2000年4月《淡水牛津文藝》。
- 林慧姃/文、后思林/攝影，〈Ⅱ「華麗島頌歌」〉，2000年1月《淡水牛津文藝》。
- 新垣宏一，〈西川滿先生追悼特輯(下)--華麗島文學〉，1999年7月《淡水牛津文藝》。
- 井村君江，〈西川滿先生追悼特輯(下)--憶華麗島主人西川滿先生〉，1999年7月《淡水牛津文藝》。
- 林慧姃，〈淡水牛津典藏--華麗島民話集〉，1998年10月《淡水牛津文藝》。
- 杜國清， 〈評《華麗島詩集》(笠詩社編)〉，1972年2月《純文學》。

### 書籍
使用「全國圖書書目資訊網」查詢，到2011年10月13日為止，還沒有一本書以該協會及其相關事跡為研究、談論對象出版，至於與之相關的研究，則有井手勇的《決戰時期台灣的日人作家與皇民文學》(屬於「南台灣文學作家作品集7」，台南市：台南市立圖書館，2001年。除此之外，尾崎秀樹的《舊殖民地文學的研究》(人間出版社)及以垂水千惠的《台灣的日本語文學》(前衛出版社))也是重要相當的參考書籍

## 相关條目
- 西川滿、北原政吉、中山侑、楊雲萍、黃得時、龍瑛宗、王登山、郭水潭、楊熾昌、臺灣文藝家協會、華麗島、文藝臺灣